# Mario Micaloni

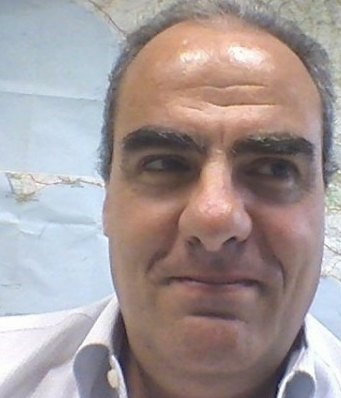
Mario Micaloni

Mario Micaloni (Roma, 25 dicembre 1960) è un ingegnere aerospaziale, scacchista e compositore di scacchi italiano.

## Biografia e attività
Nato a Roma, ha lavorato come progettista nell’industria aerospaziale e ha rivestito il ruolo di Unit Project Manager. Nel 2006, per il gioco degli scacchi a tavolino, ha raggiunto il titolo di Candidato Maestro FIDE, con un rating Elo massimo di 2121.
Dal 2012 si dedica alla composizione scacchistica: fino al 2015 ha pubblicato circa 30 studi, di cui 12 premiati o lodati, e ha realizzato il booklet tecnico «Manovre critiche nei finali elementari»
È stato protagonista di una rubrica su Scacchierando.net, dove è stato riconosciuto come compositore prolifico e autore dell’articolo illustrativo «Studi selezionati» (2012).
Dal 2015 al 2025 compone circa altri 50 studi, ottenendo risultati notevoli come il 1° Premio al 19° Torneo Internazionale UAPA del 2022 e il 1° Premio al'8° Torneo Internazionale della Federazione Marocchina per la composizione di scacchi (FRME), nonchè il 3° Premio al 24° Torneo Internazionale UAPA del 2024.